# Masters de Nouvelle-Zélande de snooker
Le Masters de Nouvelle-Zélande (New Zealand Masters en anglais) est un tournoi de snooker professionnel créé en 1984 et disparu en 1989.

## Histoire
La première édition s'est déroulée à Auckland et a été remportée par Jimmy White. Le tournoi n'est pas renouvelé en 1985 puis réapparait au calendrier pour deux nouvelles éditions à Wellington en 1988 et 1989, éditions remportées respectivement par Stephen Hendry et Willie Thorne.

## Palmarès
| Année                                    | Ville                                    | Vainqueur                                | Finaliste                                | Score                                    | Saison                                   |
| Masters de Nouvelle-Zélande (non classé) | Masters de Nouvelle-Zélande (non classé) | Masters de Nouvelle-Zélande (non classé) | Masters de Nouvelle-Zélande (non classé) | Masters de Nouvelle-Zélande (non classé) | Masters de Nouvelle-Zélande (non classé) |
| ---------------------------------------- | ---------------------------------------- | ---------------------------------------- | ---------------------------------------- | ---------------------------------------- | ---------------------------------------- |
| 1984                                     | Auckland                                 | Jimmy White                              | Kirk Stevens                             | 5-3                                      | 1984-1985                                |
| 1988                                     | Wellington                               | Stephen Hendry                           | Mike Hallett                             | 6-1                                      | 1988-1989                                |
| 1989                                     | Wellington                               | Willie Thorne                            | Joe Johnson                              | 7-4                                      | 1989-1990                                |

## Bilan par pays
| Pays       | Joueurs | Total | Premier titre | Dernier titre |
| ---------- | ------- | ----- | ------------- | ------------- |
| Angleterre | 2       | 2     | 1984          | 1989          |
| Écosse     | 1       | 1     | 1988          | 1988          |